# Стрибки у воду на Чемпіонаті Європи з водних видів спорту 2021 — синхронна вишка, 10 метрів (чоловіки)
Змагання зі синхронних стрибків у воду з вишки серед чоловіків на Чемпіонаті Європи з водних видів спорту 2021 відбулись 15 травня.

## Результат
| Місце | Країна          | Спортсмени                              |        |
| Місце | Країна          | Спортсмени                              | Очки   |
| ----- | --------------- | --------------------------------------- | ------ |
| 1     | Велика Британія | Томас Дейлі Метью Лі                    | 477,57 |
| 2     | Росія           | Олександр Бондар Віктор Мінібаєв        | 471,96 |
| 3     | Німеччина       | Тімо Бартель Патрік Гаусдінґ            | 424,32 |
| 4     | Вірменія        | Володимир Арутюнян Вартан Баятунян      | 385,38 |
| 5     | Україна         | Олексій Середа Олег Сербін              | 382,05 |
| 6     | Італія          | Андреас Сагрент Ларсен Едуард Тімбретті | 366,60 |
| 7     | Греція          | Ніколас Молваліс Афанасіос Ціріков      | 357,39 |
| 8     | Білорусь        | Артем Барускі Владислав Сонін           | 345,21 |